# 德屬東非衛隊
德属东非帝国衛隊（德語：Kaiserliche Schutztruppe für Deutsch-Ostafrika）是德意志帝国在德属东非殖民地的军事部队的正式名称。
第一次世界大战期间，衛隊在东非战区对殖民地进行了长期防御，抵御协约国軍隊的袭击。

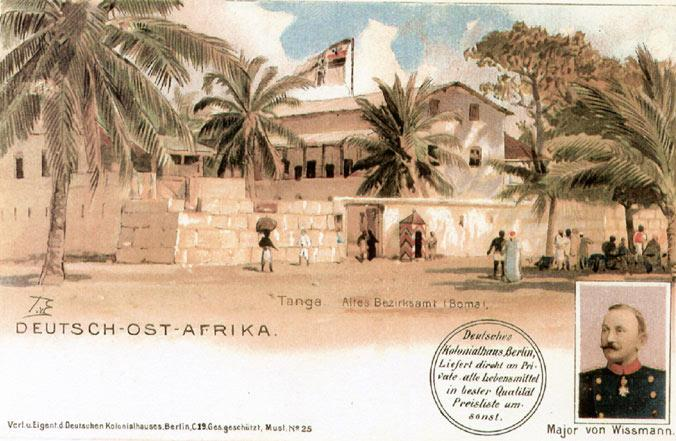
坦噶明信片上的维斯曼 (1914)，由地米斯托克勒斯·冯·埃肯布雷彻 (Themistocles von Eckenbrecher)绘制